# Jogi Kalauz
A Jogi Kalauz a Keleti Újság című kolozsvári napilap 1938. január 20-tól megjelenő csütörtöki melléklete, majd 1940-ben önálló hetilap. A 4–8 oldalnyi terjedelemben megjelenő mellékletet kezdetben Szabó Miklós, az 1939/37. számtól kezdve pedig Röszler Viktor szerkesztette. Eredetileg a "Keleti Újság–Jogi Kalauz" címet viselte, utolsó 21 száma azonban 1940. április 12-től kezdve 1940. augusztus 30-ig Somodi András felelős igazgató és Röszler Viktor felelős szerkesztő jegyzésével Jogi Kalauz címen önálló hetilapként jelent meg. Profilja szerint az életbevágó fontosságú intézkedésekről "házi törvénytár" formájában rendszeresen tájékoztatta olvasóit, fokozatosan újabb és újabb rovatokkal bővülve; közülük főként a Jogi Kalauz postája kortörténeti dokumentumértékű, mivel neves jogászok bevonásával az olvasók közérdekű kérdéseit vitatta meg.